# Przetacznik blady
Przetacznik blady (Veronica sublobata M.A.Fisch.) – gatunek rośliny należący do rodziny babkowatych (Plantaginaceae). Występuje w Europie północno-zachodniej i środkowej – od Wielkiej Brytanii i Francji na zachodzie po Finlandię i Polskę na wschodzie. Na południu zasięg gatunku obejmuje północne Włochy i północną część Bałkanów. Roślina została także zawleczona do Ameryki Północnej. W Polsce gatunek jest rozpowszechniony we wszystkich regionach z wyjątkiem północnego wschodu.
Gatunek powstał w wyniku poliploidyzacji przetacznika trójklapowego V. triloba. Z kolei utrwalonym mieszańcem tego gatunku i przetacznika trójklapowego jest przetacznik bluszczykowy V. hederifolia.

## Morfologia
PokrójRoślina zielna o łodydze zwykle płożącej lub leżącej u nasady i podnoszącej się na szczycie, rzadko (tylko u młodych roślin) prosto wzniesionej, osiągającej długość od kilku do 40, rzadko 50 cm. Łodyga jest niegruczołowato owłosiona.
LiścieSkrętoległe, cienkie i jasnozielone, szerokojajowate do jajowatych, zwykle z pięcioma, czasem siedmioma klapami, z których klapa środkowa jest największa i zwykle podobnej długości jak szerokości lub dłuższa niż szersza. Liście osiągają zwykle do 15 mm długości i do 17 mm szerokości (rzadziej osiągają do ok. 25 mm długości i szerokości). U nasady blaszka jest ucięta a na szczycie stępiona. Powierzchnia blaszki jest z rzadka owłosiona. Ogonek liściowy osiąga 4–7 mm długości.
KwiatyWyrastają pojedynczo w pachwinach liści osadzone na szypułkach od 3,5 do 7 razy dłuższych od kielicha. Czasem kwitnące pędy określane są kwiatostanem groniastym. Szypułka na stronie górnej (doosiowej) ma pasmo krótkich włosków, ale poza tym dookoła jest pokryta mniej lub bardziej luźnymi dłuższymi włoskami. Kielich z orzęsionymi na brzegu czterema szerokosercowatymi działkami, poza tym nagimi lub rzadko owłosionymi. Korona czteropłatkowa, barwy liliowej, jasnofioletowej lub białawej, o średnicy 4–6 mm. Pręciki jasnofioletowe do 0,7 mm długości, słupek do 0,7 mm długości.
OwoceTorebki kulistawe na przekroju, osiągające do 3 mm długości i 4–5 mm szerokości, nagie. Zawierają jedno do czterech nasion, barwy jasnoczerwonawobrązowej, silnie urnowate, z mocno wywiniętymi brzegami.

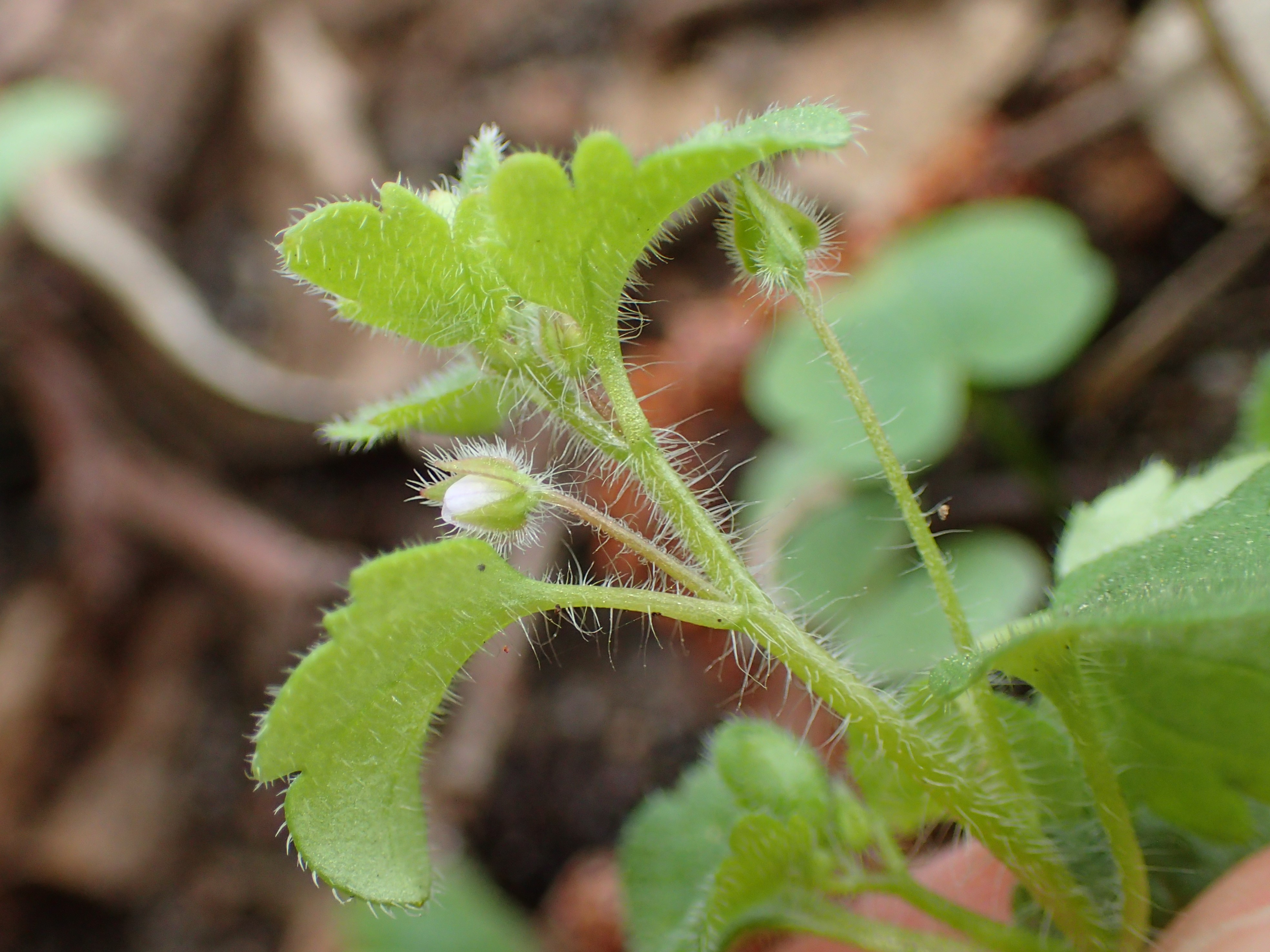
Kwitnący pęd (szypułki długie i silnie owłosione)
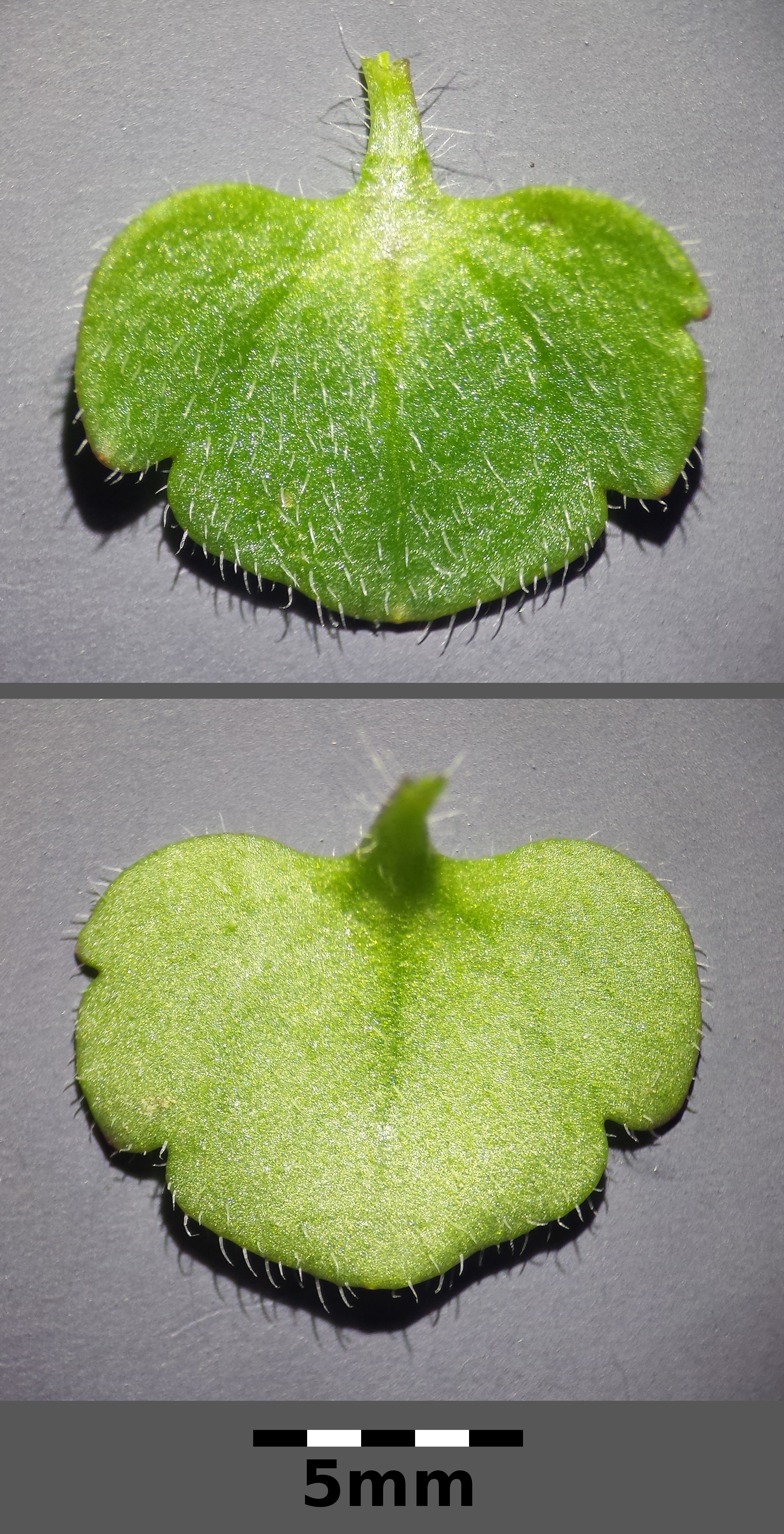
Liście
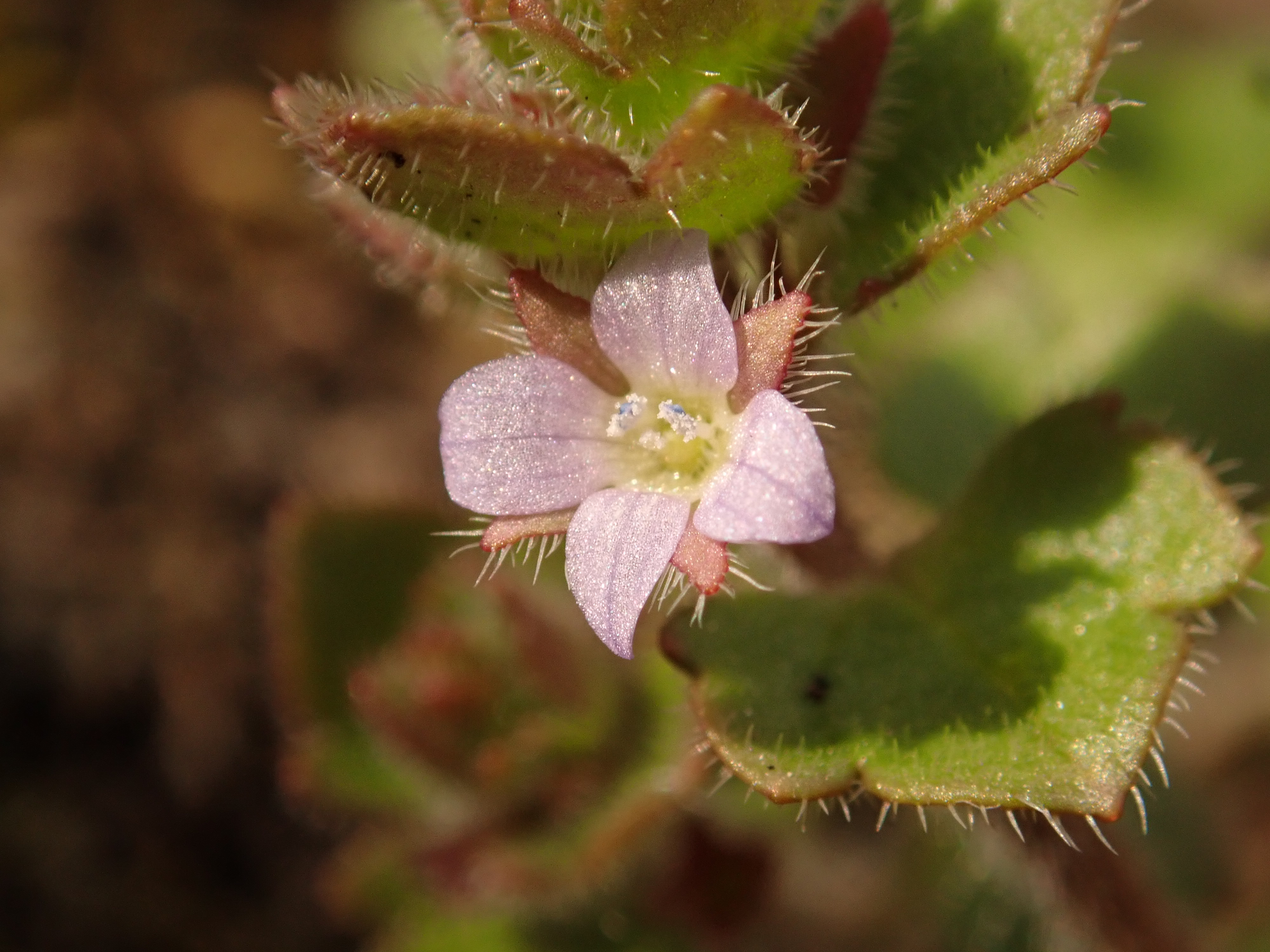
Jasno zabarwiony okwiat
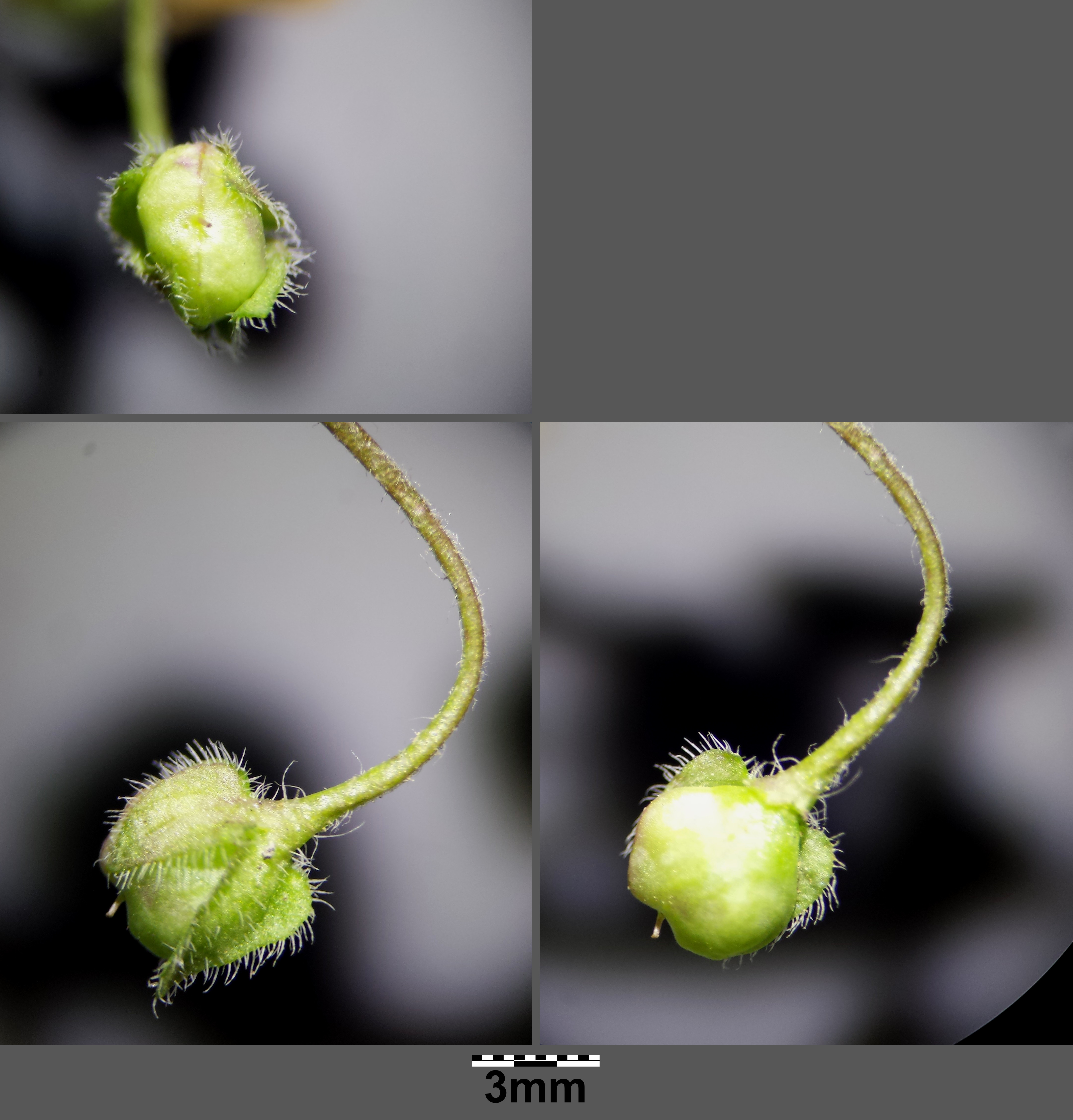
Owoc
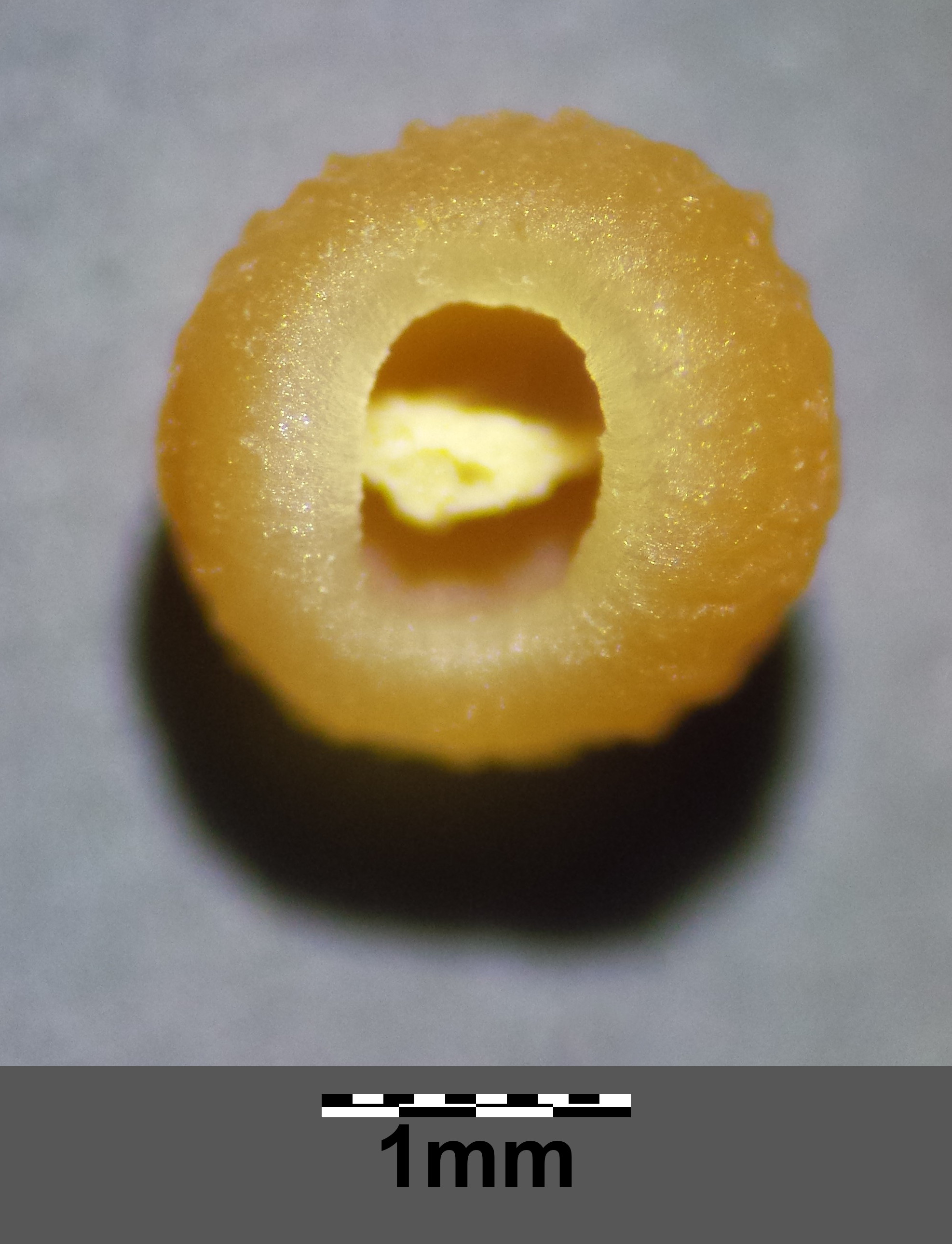
Nasiono

Gatunki podobneMoże być mylony z przetacznikiem bluszczykowym i trójklapowym. Pierwszy z nich różni się: liśćmi ciemniejszymi i grubszymi, liśćmi podkwiatowymi maksymalnie 5-klapowymi, krótszym ogonkiem (3–6 mm); szypułką owłosioną tylko wzdłuż doosiowej strony, kielichem z dłuższymi rzęskami (0,9 do 1,2 mm); większą koroną (o średnicy od 6 do 9 mm), jasnoniebieską z jaśniejszą gardzielą, dłuższym słupkiem osiągającym 1,1 mm.
Z kolei przetacznik trójklapowy różni się liśćmi ciemnozielonymi i grubszymi; krótką szypułką (co najwyżej 2,5 raza dłuższą od kielicha), także owłosioną tylko wzdłuż doosiowej strony i tylko z krótkimi włoskami; owłosionymi działkami kielicha; ciemnoniebieską lub fioletową koroną.

## Systematyka
Takson należy do rodzaju przetacznik Veronica do podrodzaju Cochlidiosperma (Rchb.) M. M. Mart. Ort. & Albach obejmującego 12 gatunków. W obrębie sekcji jest jednym z pięciu gatunków tworzących podsekcję subsect. Cochlidiosperma (Rchb.) Albach, które przez znaczną część XX wieku i czasem też jeszcze w XXI wieku klasyfikowane są jako szeroko ujmowany przetacznik bluszczykowy V. hederifolia sensu lato (w takim ujęciu opisywany gatunek stanowi podgatunek V. hederifolia subsp. lucorum (Klett & Richt.) Hartl lub odmianę var. lucorum Klett & Richt.).

## Biologia i ekologia
Roślina jednoroczna. Kwitnie wiosną, zwykle od marca do maja. Rośnie zwykle w świeżych i wilgotnych lasach i zaroślach, w cienistych siedliskach ruderalnych, w ogrodach i parkach, rzadziej na otwartych polach.
Gatunek jest tetraploidem – liczba chromosomów 2n = 4x = 36.